# 007 스카이폴
007 스카이폴(영어: Skyfall)은 2012년 EON 프로덕션즈에서 제작하고, 메트로 골드윈 메이어와 소니 픽처스 엔터테인먼트(컬러비아 픽처스)에서 배급한 《007 시리즈》의 23번째 영화이다. 샘 멘데스 감독이 연출을 맡았고, 주연의 다니엘 크레이그에 이어 하비에르 바르뎀이 새롭게 합류하였다.
2012년 10월 23일 초연, 2012년 10월 26일 영국에서 2012년 11월 8일에 미국에서 개봉했다. 아이맥스 카메라와 필름으로 촬영되지는 않았으나 아이맥스 스케일로 변환돼 처음으로 아이맥스 극장에서 상영한 제임스 본드 영화가 되었다. 영화는 전 세계에서 8억 5백만 달러의 수익을 올려 제임스 본드 시리즈 영화 중에서 높은 수익률을 기록한 영화가 되었다. 제58회(2012년) 아카데미 시상식의 촬영, 음향편집, 음향믹싱, 음악, 주제가 부문 후보로 올라 음향편집상과 주제가상을 받았다.

## 줄거리
터키에서 머니페니의 실수로 적인 패트릭 대신 바다에 빠진 007, 그는 이 사건 이후로 자신이 누군지 잊으며 폐인이 되어갔다. 그러나 누군가에 의해 MI6가 테러와 해킹을 당했다는 뉴스를 007은 듣고 다시 M을 찾아와(이때 검사를 하는데 007의 첩보 실력은 많이 녹슬어 있었으며, 이를 말로리가 한심하듯이 봤다.) 다시 임무에 복귀하며 새 Q를 만나 무기를 받고 상하이로 간다. 007은 상하이에서 패트릭을 죽이지만 누군가 뒤에서 조종한다는 느낌을 받고 마카오의 어느 도박장으로 가 세버린을 만난다. 007은 세버린이 자신의 예전 동료인 실바의 아내라는 것을 알아채고 실바를 추적해 실바를 만난 007은 그가 MI6 해킹 범인인 것을 알아채고 그가 예전에 중국 정부를 해킹해 MI6에서 포로 6명과 교환된 사실을 알았으나 그러던 중 세버린은 실바에 의해 죽는다. 한편, 실바는 체포되어 영국으로 가지만 그는 M에게 곧 심한 일이 또 터진다고 예견했는데 또다시 MI6 사이트가 해킹되었다. 이를 틈타 그는 지하로 탈출해 영국의 지하철로 가서 폭탄테러를 하고 M의 청문회에 급습하나 007과의 대결로 M을 놓친다. 007은 실바를 추적하는게 아니라, M을 미끼로 실바를 유인하기로 한다. 007의 고향인 스코틀랜드의 스카이폴 저택으로 이동하여 실바를 맞이한다. 실바와 그가 데려온 용병들과 교전하다가 저택을 화재와 폭발로 전소하고, 근처 성당까지 M을 쫓아간 실바는 결국 007에게 죽음을 당한다. 이때 부상당한 M도 사망한다.

## 캐스팅
- 다니엘 크레이그 - 제임스 본드 역
- 하비에르 바르뎀 - 라울 실바 역
- 주디 덴치 - M 역
- 랄프 파인즈 - 가레스 말로리 역
- 앨버트 피니 - 킨케이드 역
- 나오미 해리스 - 이브 머니페니 역
- 로리 키니어 - 빌 태너 역
- 베레니스 마를로 - 세버린 역
- 헬렌 매크로리 - 영국 국방장관 역
- 올라 라파스 - 패트릭 역
- 벤 위쇼 - Q 역